# 黒田彩
黒田 彩（くろだ あや、1989年10月21日 - ）は、日本のタレント、グラビアアイドルである。

## 人物・来歴
- 東京都出身。
- プロマージュ所属。
- 趣味はショッピング・映画鑑賞。
- 2008年に結成された芸能人女子フットサルチーム「Team Blue Mountain」のメンバーだが、現在は退団している。

## 出演

### TV
- ボディコンコップ（BS11）

### CM
- ハウス食品

### 舞台
- みんなのヒーロー（ミーナ役）
- C調ボンジュール

### DVD
- Sugar&Cream（2008年2月26日）